# Jivarus gurneyi
Jivarus gurneyi är en insektsart som beskrevs av Ronderos 1979. Jivarus gurneyi ingår i släktet Jivarus och familjen gräshoppor. Inga underarter finns listade i Catalogue of Life.